# Yigal Tumarkin
Pour les articles homonymes, voir Tumarkin.
Yigal Tumarkin (né Peter Martin Gregor Heinrich Hellberg à Dresde le 23 octobre 1933 et mort le 12 août 2021 à Tel Aviv) est un peintre et sculpteur israélien, lauréat du prix Israël en 2004. Il est le fils du cinéaste allemand Martin Hellberg et de Berta Gurewitsch. 

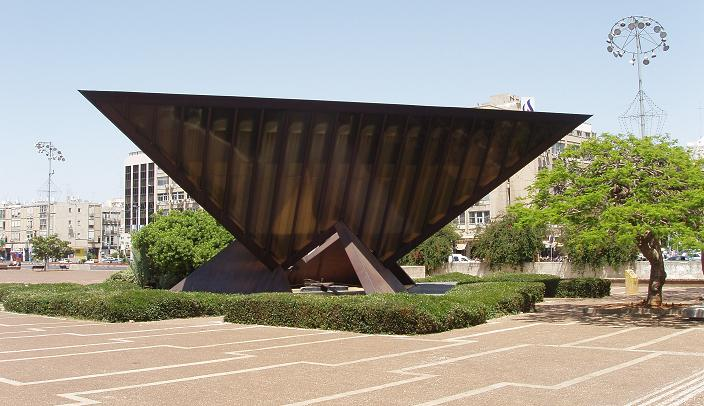
Monument en mémoire de la shoah, Place Rabin, Tel Aviv, 1974.

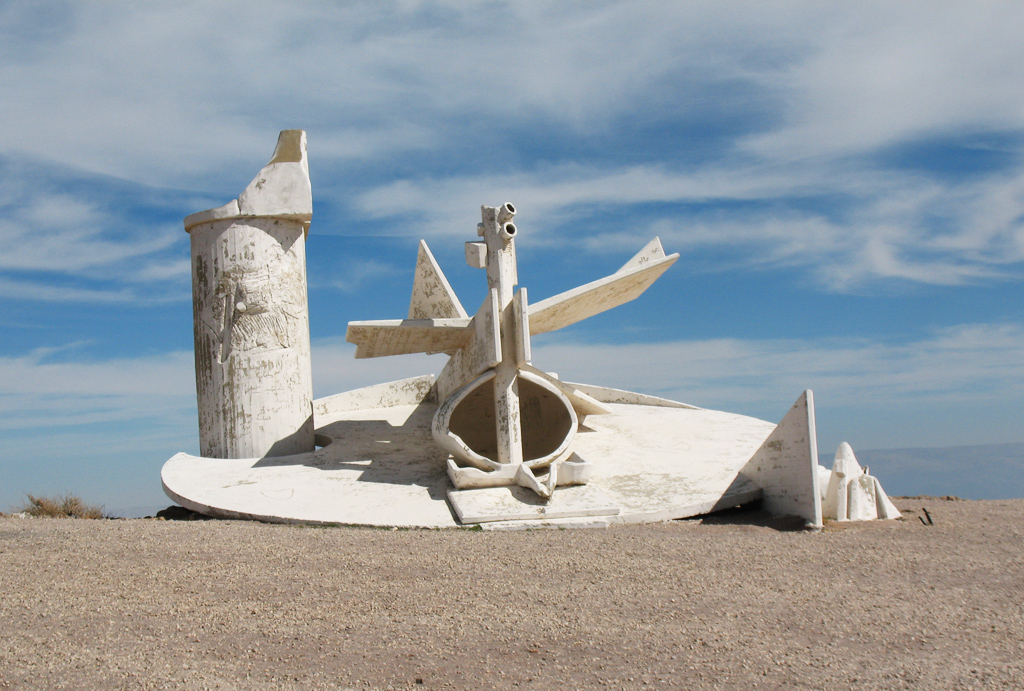
Monument Mitzpe Moav à Arad.

Yigal Tumarkin émigre en Palestine mandataire à l'âge de deux ans. Après un service militaire dans la marine israélienne, il étudie la sculpture à Ein Hod, un village d'artistes au pied du Mont Carmel. Il est célèbre pour le monument en mémoire de la Shoah sur la place centrale de Tel Aviv (place Rabin), et pour des sculptures situées dans le Néguev.